# Kabinett Drake VI
Das Kabinett Drake VI (Landespräsidium) war von 10. März 1926 bis 24. Januar 1929 die Landesregierung des Freistaates Lippe.
| Amt                 | Name                     | Partei        |
| ------------------- | ------------------------ | ------------- |
| Ministerpräsident 1 | Heinrich Drake           | SPD           |
| Staatsräte          | Max Staercke Fritz Geise | HuG 2/DVP DDP |

Fußnoten